# Флаг Южского района
Флаг Ю́жского муниципального района Ивановской области Российской Федерации.
Флаг утверждён 13 апреля 2004 как флаг муниципального образования «Южский район» (после муниципальной реформы — Южский муниципальный район) и внесён в Государственный геральдический регистр Российской Федерации с присвоением регистрационного номера 1497.

## Описание
«Флаг муниципального образования „Южский район“ представляет собой прямоугольное полотнище красного цвета с отношением ширины к длине 2:3, несущее в центре фигуры герба Южского района жар-птицу на ерихонке, изображённых жёлтым, белым и серым».

## Обоснование символики
Флаг муниципального образования «Южский район» разработан на основе герба, в котором языком символов отражены особенности района. Южский край всегда славился своими ремёслами. Богатство природы района, его культурно-историческое своеобразие являются естественными сюжетами многочисленных работ мастеров, художников-самородков лаковой живописи, художественной вышивки и строчки, скульптуры. Это аллегорически показывает жар-птица — символ удачи, красоты, достоинства, высокого ранга, мастерства.
Старинный русский шлем (ерихонка) — атрибут героя-воина, знак защиты и сохранения — в знак того, что Южскую землю прославил Дмитрий Пожарский — князь, боярин, полководец, народный герой, один из военачальников освободительной борьбы русского народа против польских и шведских интервентов в начале XVII века.
Красный цвет в геральдике символизирует труд, жизнеутверждающую силу, мужество, праздник, красоту.
Жёлтый цвет (золото) символизирует богатство, постоянство, прочность, силу, великодушие.
Белый цвет (серебро) символизирует простоту, мудрость, благородство, мир, взаимное сотрудничество.